# كليفورد كلارك
كليفورد كلارك هو اقتصادي كندي، ولد في 18 أبريل 1889 في ساوث غلينغاري في كندا، وتوفي في 27 ديسمبر 1952 في شيكاغو في الولايات المتحدة.